# Wojna światów (film 1953)
Wojna światów – amerykański film science fiction, wyprodukowany w 1953 przez George'a Pala, w reżyserii Byrona Haskina.
Film jest luźną adaptacją powieści Herberta Georga Wellsa pod tym samym tytułem, pierwszą z kilku filmowych jej ekranizacji. W 1988 został wyprodukowany sequel w postaci serialu telewizyjnego.
Film zdobył Nagrodę Akademii Filmowej za najlepsze efekty wizualne. Był również nominowany do nagrody za najlepszy montaż oraz najlepszy dźwięk.

## Obsada
- Gene Barry – dr Clayton Forrester
- Ann Robinson – Sylvia van Buren
- Les Tremayne – general Mann
- Robert O. Cornthwaite – dr Pryor
- Sandro Giglio – dr Bilderbeck
- Lewis Martin – pastor Matthew Collins
- Housely Stevenson Jr – adiutant generała Manna
- Paul Frees – reporter radiowy / narrator
- Bill Phipps – Wash Perry
- Vernon Rich – Ralph Heffner
- Henry Brandon – policjant na miejscu zdarzenia
- Jack Kruschen – Salvatore
- Sir Cedric Hardwicke – narrator